# Кормління
Кормління (від кормить — «годувати», «кормити») — у Московській державі XIV — першої половини XVI ст.— система винагородження великими і удільними князями своїх намісників, які виконували судово-адміністративні функції та одержували право стягати з населення податки, мита тощо на свою користь. Намісники, що отримували кормління, називалися кормленщиками.
Спочатку кормління носило епізодичний характер. Відповідно до норм «Руської Правди», збирачі штрафу, будівельники міст і деякі інші категорії отримували з населення певне натуральне постачання. В XII — XIV століттях кормління зіграло значну роль у складанні системи місцевого управління. Князі посилали в міста і волості бояр як намісників, а інших службовців — тіунами. Населення зобов'язувалося утримувати їх («кормити», «годувати») протягом всього періоду служби.
Намісники і інші представники місцевої князівської адміністрації отримували «корм» зазвичай тричі на рік — на Різдво, Великдень і Петрів день. При вступі на «годовану» посаду намісника населення йому виплачувало «В'їзний корм». «Корм» давався натурою: хлібом, м'ясом, сиром і т.д .; для коней кормленщиків постачали овес, сіно. Крім того, кормленщики збирали в свою користь різні мита: судові, за таврування і продаж коней, і інші. За рахунок цих зборів вони жили і утримували свою челядь. Найбільшого розвитку система кормлінь досягла в XIV—XV століттях.
Кормління породжувало свавілля і зловживання місцевою владою, зацікавлених в збагаченні за періоду перебування кормленщиками. Тому вже з XV століття московські великі князі регламентували доходи кормленщиків шляхом видачі спеціальних «годованих» і статутних грамот. Наприкінці XV— початку XVI століття відбувалося переведення натуральних кормів в грошові. У результаті земської реформи 1555-56 років система кормлінь була ліквідована. 1555 року було видано указ про скасування кормлінь, який було впроваджено, однак, не відразу і не скрізь: джерела продовжують згадувати про кормління протягом другої половини XVI століття. Збори на утримання годувальників перетворені в особливий податок на користь скарбниці («кормлений окуп»), встановлений в певному розмірі для різних категорій земель (дворянських, чорних, двірських). Збір податку проводився на чорних землях земськими старостами, а в районах помісно-вотчинного землеволодіння спеціальними збирачами або городовими прикажчиками.